# Papa Símaco
São Símaco (em latim: Symmachus); (Sardenha, 460 — Roma, 19 de julho de 514) foi o Papa da Igreja Católica de 22 de novembro de 498 até a data de sua morte. Símaco é venerado como um Santo na Igreja Católica.

## Vida

### Vida inicial e eleição para o papado
Ele era nativo de Sardenha e seu pai era chamado Fortunato. Símaco foi batizado em Roma e logo se tornou parte do clero de Roma, sendo ordenado diácono. Imediatamente após a morte do Papa Anastácio II, Símaco foi eleito seu sucessor pela maioria do clero romano em 22 de Novembro de 498. A eleição foi aprovada por uma parte do senado romano e ele foi consagrado papa.

### Cisma e o Antipapa Lourenço
Posteriormente uma minoria do clero e do senado, apoiados pelo imperador bizantino Anastácio I Dicoro, reuniram-se na Basílica de Santa Maria Maior e elegeu Lourenço como antipapa. Ambas as partes concordaram que os dois candidatos deviam comparecer à Ravena para que o rei Teodorico, o governante da Itália, decidisse qual de ambos era legítimo, e respeitassem sua decisão. Teodorico se pronunciou a favor da Símaco, baseando-se no fato de que ele foi eleito primeiro e pela maioria do clero, Lourenço se submeteu à decisão. Em um sínodo realizada na Roma em 1 de Março de 499, Símaco foi universalmente reconhecido, e transferiu Lourenço para a Diocese de Nocera na Campânia.
No entanto, o partido do imperador bizantino Anastásio, em 501, apelou para Teodorico contra o papa, acusando-o de heresia em questões relacionadas à celebração da Páscoa. Teodorico convocou o papa Símaco em Rimini, lá Símaco refutou o conteúdo da acusação e, se recusou a reconhecer o rei como seu juiz em questões de ortodoxia, retornando para casa. Seus adversários o acusaram de simonia e solicitaram novamente que o rei convocasse um sínodo para investigar as denúncias, nomeando um visitante para ir à Roma. Símaco concordou com a convocação de um sínodo, mas ele e seus adeptos protestaram contra o envio de um visitante. Teodorico no entanto, enviou como visitante o Bispo Pedro de Uso, para Roma e, contrariamente às ordens do rei, tomou partido dos adeptos de Lourenço, de modo que Teodorico posteriormente o demitiu. Em 502, o sínodo reuniu-se na Basílica de Júlio (Santa Maria in Trastevere). O papa declarou que o sínodo foi convocado com o seu consentimento e que ele estava pronto para responder as acusações, antes disso, o visitante foi removido e o papa foi restabelecido como o administrador da Igreja. A maioria dos bispos concordaram com essa decisão e enviaram uma embaixada ao rei exigindo a execução destes condições. Teodorico no entanto, se recusou, e exigiu, em primeiro lugar, uma investigação das acusações contra o papa.
A segunda sessão do sínodo realizou-se em 1 de Setembro de 502, no Basílica Sessoriana (Santa Cruz em Jerusalém). Quando Símaco se dirigiu ao local para se defender ele foi atacado por seus adversários e maltratado, escapando com grande dificuldade, voltou a Basílica de São Pedro; diversos padres que estavam com ele foram mortos ou gravemente feridos. Os godos enviados por Teodorico prometeram-lhe uma escolta de confiança, mas a papa agora, se recusou a comparecer perante a sínodo, embora tenha sido convidado três vezes. Consequentemente, os bispos declararam na terceira sessão, realizada em meados de setembro, que eles não poderiam julgar o papa, porque não havia precedentes que mostrassem que um papa havia sido submetido ao julgamento de outros bispos. Eles convidaram o clero de Lourenço para se apresentar ao papa, e solicitaram ao rei permitir que os bispos retornassem às suas dioceses. Porém os partidistas de Lourenço exigiram a convocação de uma quarta sessão para por fim a questão definitivamente, que se reuniu em 23 de Outubro de 502, nesta sessão, foi reconhecido que só Deus pode julgar o papa, que Símaco tinha o direito ao pleno exercício de seu episcopado; e quem não o obedecesse devia ser punido. A decisão foi assinada por setenta e cinco bispos. Muitos bispos voltaram para suas dioceses, porém alguns, se reuniram com outros padres na Basílica de São Pedro para uma quinta sessão sob a presidência de Símaco em 6 de Novembro de 502 sobre as propriedades da Igreja. Símaco também estabeleceu que ficaria proibido procurar votos para o futuro pontífice e que na falta de regulamentar a sucessão, seria eleito quem tivesse os votos de todo o clero, ou da maioria. Estas medidas foram fundamentais para deixar a disputa sucessória apenas para o clero e acabar com tumultos.
Teodorico, não satisfeito com a decisão do sínodo, embora maioria do episcopado italiano apoiava o legítimo papa, ordenou que Lourenço fosse novamente para Roma. Ele residia no Palácio de Latrão, sob controle de seus adeptos, enquanto Símaco residia próximo a Basílica de São Pedro. O cisma continuou durante quatro anos, durante os quais ambas as partes, disputaram ferozmente em Roma. Posteriormente Teodorico ficou contra o partido de Lourenço, devido a seu apoio a Constantinopla. Ele ordenou que os senadores reconhecessem Símaco como papa. Lourenço foi obrigado a sair de Roma, e retirou-se para uma fazenda pertencente ao senador Festo, seu protetor. Apenas uma pequena parte do clero ainda apoiava Lourenço e se recusou a reconhecer Símaco como papa, posteriormente esta facção reconciliou-se com o Papa Hormisda, o sucessor de Símaco.

### Ações como papa
Símaco zelosamente defendeu os partidários da ortodoxia durante os distúrbios do cisma acaciano. Ele defendeu, porém sem sucesso, a reconciliação entre católicos e monofisistas em uma carta ao Imperador Anastácio I. Posteriormente, muitos bispos orientais perseguidos se dirigiram ao papa com uma confissão de fé.
Em uma carta datada de 8 de Outubro de 512, dirigida ao bispos da Ilíria, o papa alertou o clero de que sua província que não devia entrar em comunhão com hereges. Logo após o início de seu pontificado, Símaco se interpôs na disputa entre o Arcebispos de Arles e Vienne quanto aos limites das suas respectivas jurisdições. Ele anulou o decreto emitido pelo Papa Anastácio II em favor da Arcebispo de Vienne e em 6 de Novembro de 513 confirmou os direitos do arcebispo metropolitano Cesário de Arles, como haviam sido definidos pelo Papa Leão I. Além disso, ele concedeu a Cesário o privilégio de usar o pálio. Numa carta de 11 de Junho de 514, nomeou Cesário para representar os interesses da Igreja tanto na Gália quanto na Hispânia e para convocar sínodos.

### Basílicas de Roma e instituições de caridade
Na cidade de Roma, Símaco construiu a Basílica de Santa Inês na Via Aurélia, adornou a Basílica de São Pedro, e reconstruiu a Basílica dos Santos. Reformou as catacumbas de Jordani na Via Salária. Ele também construiu asilos para os pobres perto das três igrejas de São Pedro, São Paulo, e outros fora das muralhas da cidade. O papa contribuiu com grandes somas para o apoio dos bispos na África que foram perseguidos pelos vândalos seguidores do arianismo. Libertou todos os escravos de Roma. Ele também ajudou os moradores das províncias da Itália que sofreram com a invasão dos bárbaros. Após sua morte, ele foi enterrado na Basílica de São Pedro.